# Eszter hagyatéka
Az Eszter hagyatéka 2008-ban készült színes magyar filmdráma Márai Sándor regénye alapján.

## Szereplők
- Nagy-Kálózy Eszter (Eszter)
- Cserhalmi György (Lajos)
- Törőcsik Mari (Nunu)
- Eperjes Károly (Tibor)
- Áron László (Laci)
- Szilágyi Tibor (Endre)
- Udvaros Dorottya (Olga)
- Hámori Gabriella (Éva)
- Kolovratnik Krisztián (Gábor)
- Simon Kornél (Béla)
- Sipos Boldizsár (Kálmánka)

## Cselekmény
A történet a harmincas évek végének Balaton-felvidékére repít minket, ahol Eszter, az idősödően is szép úrinő él csendesen, szerényen. Már nem vár sokat az élettől, hisz élete valahol véget ért, mikor szerelme, a hűtlen, szélhámos Lajos a nővérét vette el helyette. Lajos táviratozik, hogy húsz év után meglátogatja Eszteréket, és ez a különös vendégség minden meghívott és hívatlan vendég életébe változást hoz.

## Nézettség
A nézettségi adatok szerint 58 642 jegyet adtak el rá.